# Prezydent Słowacji
Prezydent Słowacji (słow. Prezident Slovenskej republiky lub Prezidentka Slovenskej republiky) – głowa państwa Republiki Słowackiej.
Obecnym i szósty prezydentem Słowacji jest Peter Pellegrini, który objął urząd 15 czerwca 2024 r.

## Oficjalna rezydencja

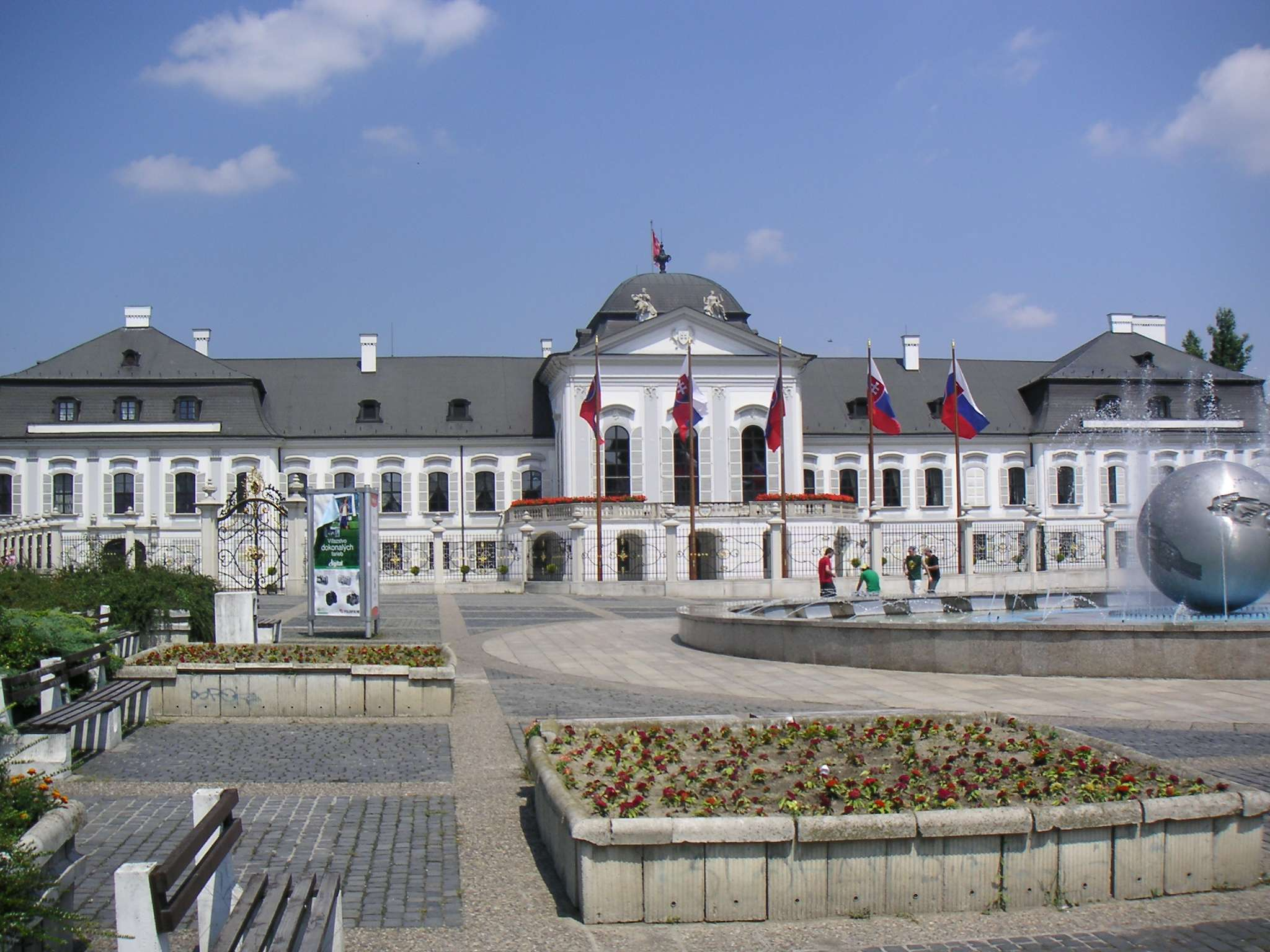
Pałac Prezydencki w Bratysławie

Oficjalną rezydencją prezydenta Słowacji jest Pałac Prezydencki w Bratysławie.

## Wybory
Prezydentem może zostać każdy obywatel Słowacji, który posiada pełnię praw wyborczych i najpóźniej w dniu wyborów ukończy 40. rok życia. Prezydenta Słowacji wybiera się w bezpośrednich wyborach w tajnym głosowaniu na pięcioletnią kadencję, przy czym ta sama może pełnić funkcję prezydenta nie więcej niż dwie kadencje z rzędu. Jeżeli żaden z kandydatów nie uzyska ponad 50% głosów w pierwszej turze głosowania, druga tura odbywa się 14 dni później. Jeżeli o urząd prezydenta ubiega się tylko jedna osoba, musi ona uzyskać co najmniej połowę ważnie oddanych głosów.
Jeżeli na urząd prezydenta wybrany zostanie deputowany do Rady Narodowej, członek rządu, sędzia, prokurator, członek sił zbrojnych i służb uzbrojonych lub przewodniczący i wiceprzewodniczący Najwyższego Urzędu Kontroli Republiki Słowackiej to przed objęciem stanowiska muszą się oni zrzec dotychczasowych funkcji.
Prezydent może rozwiązać Radę Narodową w przypadkach wymienionych w konstytucji Słowacji. Są to m.in. brak wyznaczenia rządu przez okres sześciu miesięcy lub poddanie Rządu Słowacji wotum nieufności. Prezydent może również rozwiązać Radę Narodową, jeżeli zwołała ona referendum ludowe w sprawie odwołania prezydenta, w którym prezydent nie został odwołany.

### Odwołanie ze stanowiska

#### Referendum ludowe
Prezydenta Słowacji odwołać ze stanowiska może referendum ludowe. Referendum zwołuje się na wniosek 2/3 liczby deputowanych do Rady Narodowej.

#### Odpowiedzialność karna
Prezydenta można pociągnąć do odpowiedzialności karnej tylko i wyłącznie za umyślne naruszenie Konstytucji lub zdradę ojczyzny. Oskarżenie takie musi pochodzić od 3/5 wszystkich deputowanych do Rady Narodowej. Oskarżenie rozpatruje w pełnym składzie Sąd Konstytucyjny. Wyrok odwołujący prezydenta ze stanowisko oznacza również utratę możliwości ponownego ubiegania się o nie.

## Sukcesja
Jeżeli urząd prezydenta zostanie opróżniony przed upływem kadencji, Przewodniczący Rady Narodowej zwołuje przedterminowe wybory prezydenckie. Do czasu zaprzysiężenia nowego prezydenta, jego obowiązki wykonuje Rząd Słowacji z premierem na czele oraz Przewodniczący Rady Narodowej. W tym przypadku nowo wybrany prezydent zaprzysiężany jest w południe w dniu następującym po dniu ogłoszenia wyników.

## Zobacz także
- Lista prezydentów Słowacji